# Polyphlebium borbonicum
Polyphlebium borbonicum är en hinnbräkenväxtart som först beskrevs av V. d. Bosch, och fick sitt nu gällande namn av Ebihara och Dubuisson. Polyphlebium borbonicum ingår i släktet Polyphlebium och familjen Hymenophyllaceae. Inga underarter finns listade.